# Шевченківська сільська рада (Чаплинський район)
Шевче́нківська сільська́ ра́да — адміністративно-територіальна одиниця та орган місцевого самоврядування в Чаплинському районі Херсонської області. Адміністративний центр — село Шевченка.

## Загальні відомості
Шевченківська сільська рада утворена 21 листопада 1986 року.
- Територія ради: 50 км²
- Населення ради: 940 осіб (станом на 2001 рік)

## Населені пункти
Сільській раді підпорядковані населені пункти:
- с. Шевченка
- с. Маячинка
- с. Рогачинка

## Склад ради
Рада складається з 12 депутатів та голови.
- Голова ради: Карпенко Валерій Михайлович
- Секретар ради: Шевченко Валентина Федорівна

### Керівний склад попередніх скликань
| Прізвище, ім'я, по батькові | Основні відомості                                               | Дата обрання | Дата звільнення |
| --------------------------- | --------------------------------------------------------------- | ------------ | --------------- |
| Яхній Ганна Володимирівна   | Сільський голова, 1955 року народження, член Народної партії    | 26.03.2006   | 31.10.2010      |
| Карпенко Валерій Михайлович | Сільський голова, 1963 року народження, освіта середня загальна | 31.10.2010   |                 |

Примітка: таблиця складена за даними сайту Верховної Ради України

### Депутати
За результатами місцевих виборів 2010 року депутатами ради стали:

#### За суб'єктами висування
| Суб'єкт висування            | Кількість обраних депутатів | %    |
| ---------------------------- | --------------------------- | ---- |
| Партія регіонів              | 7                           | 58,3 |
| Комуністична партія України  | 3                           | 25   |
| Самовисування                | 1                           | 8,3  |
| Соціалістична партія України | 1                           | 8,3  |

#### За округами
| № округу                     | Прізвище, ім'я, по батькові    | Дата визнання обраним | Освіта             | Партійна приналежність             | Відомості про обраного депутата                            |
| ---------------------------- | ------------------------------ | --------------------- | ------------------ | ---------------------------------- | ---------------------------------------------------------- |
| Комуністична партія України  |                                |                       |                    |                                    |                                                            |
| 1                            | Ювженко Василь Юрійович        | 03.11.2010            | вища               | член Комуністичної партії України  | Шевченківська загальноосвітня школа, вчитель               |
| 2                            | Калашник Вадим Васильович      | 03.11.2010            | середня            | член Комуністичної партії України  | ТД «Долинське», водій                                      |
| 10                           | Осипенко Віктор Кузьмич        | 03.11.2010            | вища               | член Комуністичної партії України  | ППБФ «Таврія», тракторист                                  |
| Партія регіонів              |                                |                       |                    |                                    |                                                            |
| 3                            | Степанчук Валентина Василівна  | 03.11.2010            | середня спеціальна | член Партії регіонів               | приватний підприємець                                      |
| 6                            | Виниченко Віктор Олександрович | 03.11.2010            | середня спеціальна | член Партії регіонів               | Відпустка по догляду за дитиною                            |
| 7                            | Лізун Любов Володимирівна      | 03.11.2010            | середня спеціальна | член Партії регіонів               | Відділ зв'язку, листоноша                                  |
| 8                            | Буцула Оксана Василівна        | 03.11.2010            | середня спеціальна | член Партії регіонів               | Шевченківська сільська рада, головний бухгалтер            |
| 9                            | Шевченко Валентина Федорівна   | 03.11.2010            | середня спеціальна | член Партії регіонів               | Шевченківська сільська рада, секретар                      |
| 11                           | Розумна Любов Іллівна          | 03.11.2010            | середня спеціальна | член Партії регіонів               | Шевченківська сільська рада, спеціаліст з земельних питань |
| 12                           | Ліфінцев Сергій Сергійович     | 03.11.2010            | середня            | член Партії регіонів               | ППБФ «Таврія», тракторист                                  |
| Соціалістична партія України |                                |                       |                    |                                    |                                                            |
| 4                            | Андрушко Світлана Яниславівна  | 03.11.2010            | середня            | член Соціалістичної партії України | тимчасово не працює                                        |
| Самовисування                |                                |                       |                    |                                    |                                                            |
| 5                            | Жайворон Валерій Іванович      | 03.11.2010            | вища               | позапартійний                      | пенсіонер                                                  |

## Населення
Згідно з переписом УРСР 1989 року чисельність наявного населення сільської ради становила 961 особа, з яких 453 чоловіки та 508 жінок.
За переписом населення України 2001 року в селі мешкало 939 осіб.

### Мова
Розподіл населення за рідною мовою за даними перепису 2001 року:
| Мова       | Відсоток |
| ---------- | -------- |
| українська | 95,85 %  |
| російська  | 4,15 %   |